# MLB All-Star Game 1966
MLB All-Star Game 1966 – 37. Mecz Gwiazd ligi MLB, który odbył się 12 lipca 1966 roku na stadionie Busch Memorial Stadium w St. Louis.
Mecz rozgrywano przy temperaturze 41 °C i zakończył się zwycięstwem National League All-Stars 2–1 po dziesięciu inningach. Spotkanie obejrzało 49 936 widzów. Najbardziej wartościowym zawodnikiem wybrany został Brooks Robinson z Baltimore Orioles, który zaliczył trzy uderzenia (w tym triple’a) i zdobył runa z trzeciej bazy po wykonaniu niekontrolowanego narzutu przez Sandy’ego Koufaksa.

## Wyjściowe składy
| American League | American League | American League | American League | National League | National League  | National League | National League |
| #               | Zawodnik        | Klub            | Pozycja         | #               | Zawodnik         | Klub            | Pozycja         |
| --------------- | --------------- | --------------- | --------------- | --------------- | ---------------- | --------------- | --------------- |
| 1               | Dick McAuliffe  | Tigers          | SS              | 1               | Willie Mays      | Giants          | CF              |
| 2               | Al Kaline       | Tigers          | CF              | 2               | Roberto Clemente | Pirates         | RF              |
| 3               | Frank Robinson  | Orioles         | LF              | 3               | Hank Aaron       | Braves          | LF              |
| 4               | Tony Oliva      | Twins           | RF              | 4               | Willie McCovey   | Giants          | 1B              |
| 5               | Brooks Robinson | Orioles         | 3B              | 5               | Ron Santo        | Cubs            | 3B              |
| 6               | George Scott    | Red Sox         | 1B              | 6               | Joe Torre        | Braves          | C               |
| 7               | Bill Freehan    | Tigers          | C               | 7               | Leo Cárdenas     | Braves          | SS              |
| 8               | Bobby Knoop     | Angels          | 2B              | 8               | Ron Hunt         | Reds            | 2B              |
| 9               | Denny McLain    | Tigers          | P               | 9               | Sandy Koufax     | Dodgers         | P               |

| American League                                | 0 | 1 | 0 | 0 | 0 | 0 | 0 | 0 | 0 | 0 | 1 | 6 | 0 |
| National League                                | 0 | 0 | 0 | 1 | 0 | 0 | 0 | 0 | 0 | 1 | 2 | 6 | 0 |
| WP: Gaylord Perry (1–0) LP: Pete Richert (0–1) |   |   |   |   |   |   |   |   |   |   |   |   |   |

## Składy
| Miotacze - Jim Bunning (9) - Bob Gibson (4) - Sandy Koufax (7) - Juan Marichal (6) - Billy McCool (1) - Gaylord Perry (1) - Claude Raymond (1) - Phil Regan (1) - Bob Veale (2) Łapacze - Tom Haller (1) - Tim McCarver (1) - Joe Torre (3) |  | Wewnątrzpolowi - Felipe Alou (2) - Leo Cárdenas (3) - Jim Ray Hart (1) - Ron Hunt (2) - Jim Lefebvre (1) - Willie McCovey (2) - Joe Morgan (1) - Ron Santo (4) - Maury Wills (7) Zapolowi - Hank Aaron (16) - Dick Allen (2) - Roberto Clemente (10) - Curt Flood (2) - Willie Mays (17) - Willie Stargell (3) |  | Menadżer - Walter Alston Trenerzy - Herman Franks - Harry Walker |

| Miotacze - Steve Barber (2) - Gary Bell (3) - Catfish Hunter (1) - Jim Kaat (2) - Sam McDowell (5) - Denny McLain (1) - Pete Richert (2) - Sonny Siebert (1) - Mel Stottlemyre (2) Łapacze - Earl Battey (5) - Andy Etchebarren (1) - Bill Freehan (3) |  | Wewnątrzpolowi - Norm Cash (3) - Jim Fregosi (2) - Harmon Killebrew (8) - Bobby Knoop (1) - Dick McAuliffe (2) - Bobby Richardson (8) - Brooks Robinson (10) - George Scott (1) Zapolowi - Tommie Agee (1) - Rocky Colavito (9) - Al Kaline (15) - Tony Oliva (3) - Frank Robinson (9) - Carl Yastrzemski (3) |  | Menadżer - Al Lopez Trenerzy - Hank Bauer - Birdie Tebbetts |

- W nawiasie podano liczbę powołań do All-Star Game.